# Potapowicze (rejon lachowicki)
Potapowicze, Potopowicze (biał. Патапавічы, Patapawiczy; ros. Потаповичи, Potapowiczi) – wieś na Białorusi, w obwodzie brzeskim, w rejonie lachowickim, w sielsowiecie Żerebkowicze, przy drodze republikańskiej R103. Od zachodu graniczy z Lachowiczami.

## Historia
W XIX i w początkach XX w. położone były w Rosji, w guberni mińskiej, w powiecie słuckim, w gminie Lachowicze.
W dwudziestoleciu międzywojennym leżały w Polsce, w województwie nowogródzkim, w powiecie baranowickim, w gminie Lachowicze. W 1921 miejscowość liczyła 500 mieszkańców, zamieszkałych w 91 budynkach, w tym 327 Białorusinów, 167 Polaków, 5 Żydów i 1 osobę innej narodowości. 328 mieszkańców było wyznania prawosławnego, 167 rzymskokatolickiego i 5 mojżeszowego. Skorowidz ponadto wymienia także folwark Potopowicze, który był wówczas niezamieszkały.
Po II wojnie światowej w granicach Związku Sowieckiego. Od 1991 w niepodległej Białorusi.